# Mil A Gritos Records
Mil A Gritos Records va ser una discogràfica creada pels membres del grup basc Soziedad Alkohólika el 1995 amb el propòsit de publicar els seus propis treballs de forma independent. Alguns dels grups que van publicar amb Mil A Gritos Records són Betagarri, Ekon, Habeas Corpus, Kaos Etíliko o Orujo de Brujas.